# 화성시장 선거
화성시장 선거는 경기도 화성시의 시장을 선출하는 선거이다.

## 역대 민선 화성군수·화성시장

### 역대 민선 화성군수
| 선거   | 정당 | 정당           | 군수   |
| ------ | ---- | -------------- | ------ |
| 1995년 |      | 민주자유당     | 김일수 |
| 1998년 |      | 새정치국민회의 | 김일수 |
| 1999년 |      | 한나라당       | 우호태 |

### 역대 민선 화성시장
| 선거   | 정당 | 정당           | 시장   |
| ------ | ---- | -------------- | ------ |
| 2002년 |      | 한나라당       | 우호태 |
| 2005년 |      | 한나라당       | 최영근 |
| 2006년 |      | 한나라당       | 최영근 |
| 2010년 |      | 민주당         | 채인석 |
| 2014년 |      | 새정치민주연합 | 채인석 |
| 2018년 |      | 더불어민주당   | 서철모 |
| 2022년 |      | 더불어민주당   | 정명근 |

## 역대 선거 결과

### 제1회 전국동시지방선거
|  | 43.01% |

|  | 33.88% |

|  | 23.10% |

### 제2회 전국동시지방선거
|  | 65.72% |

|  | 19.40% |

|  | 14.87% |

### 1999년 대한민국 재보궐선거
김일수 군수의 사임으로 인해 치러진 1999년 대한민국 재보궐선거에서 한나라당 우호태 후보가 당선되었다.

### 제3회 전국동시지방선거
|  | 69.04% |

|  | 24.26% |

|  | 6.68% |

### 2005년 대한민국 재보궐선거
우호태 시장의 시장직 상실로 인해서 치러진 2005년 대한민국 재보궐선거에서 한나라당 최영근 후보가 당선되었다.

### 제4회 전국동시지방선거
|  | 66.29% |

|  | 24.72% |

|  | 8.97% |

### 제5회 전국동시지방선거
|  | 45.05% |

|  | 44.81% |

|  | 10.13% |

### 제6회 전국동시지방선거
|  | 48.31% |

|  | 47.50% |

|  | 4.17% |

### 제7회 전국동시지방선거
|  | 59.08% |

|  | 19.61% |

|  | 15.36% |

|  | 5.94% |

### 제8회 전국동시지방선거
|  | 53.03% |

|  | 46.96% |